# Нейл-арт
Нейл-арт (от англ. nail — «ноготь» и art — «искусство») — способ украшения (роспись) ногтей рук и ног. Стал широко известен в салонах красоты и употребляется как самостоятельный термин.

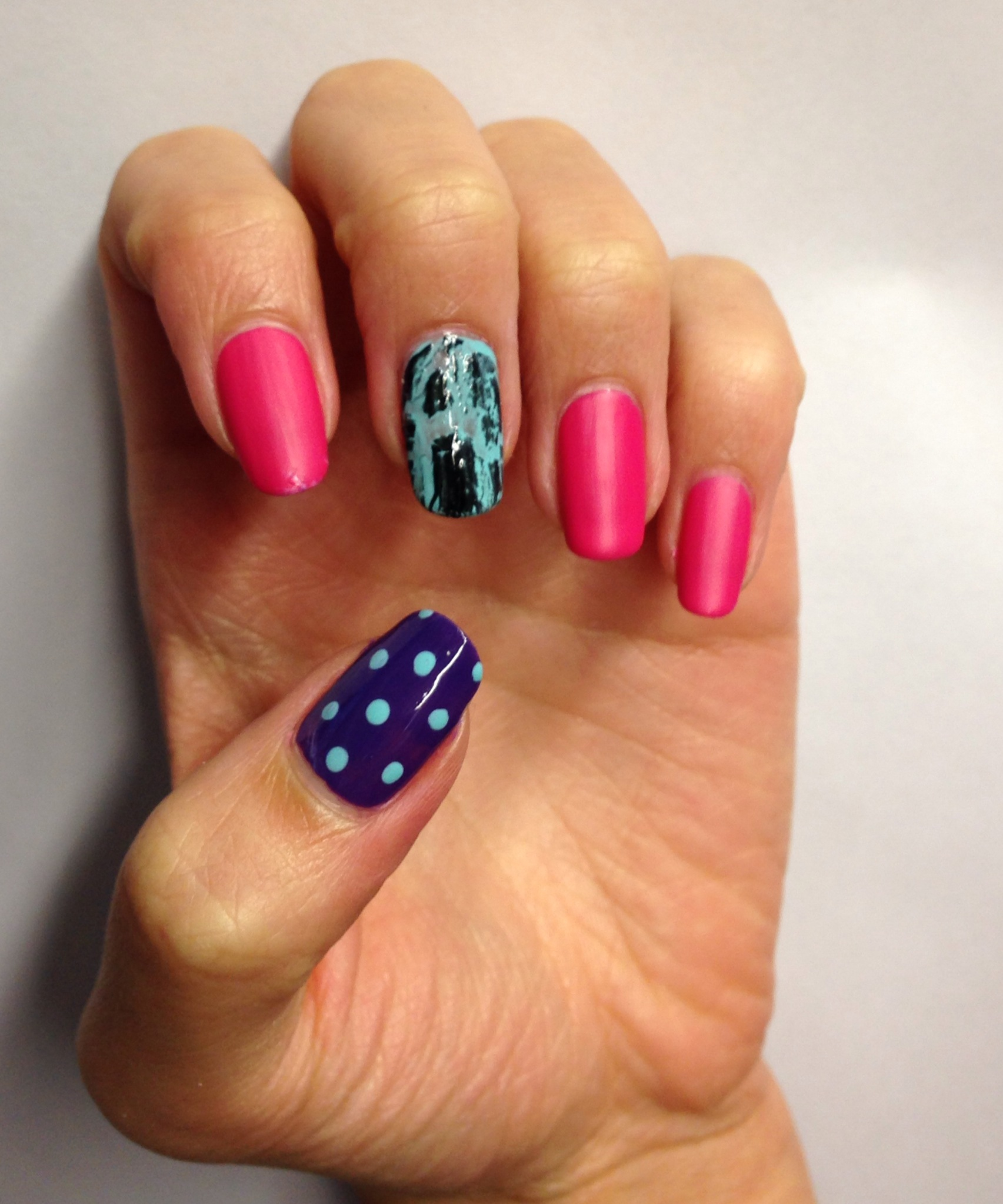
Техника матового эффекта

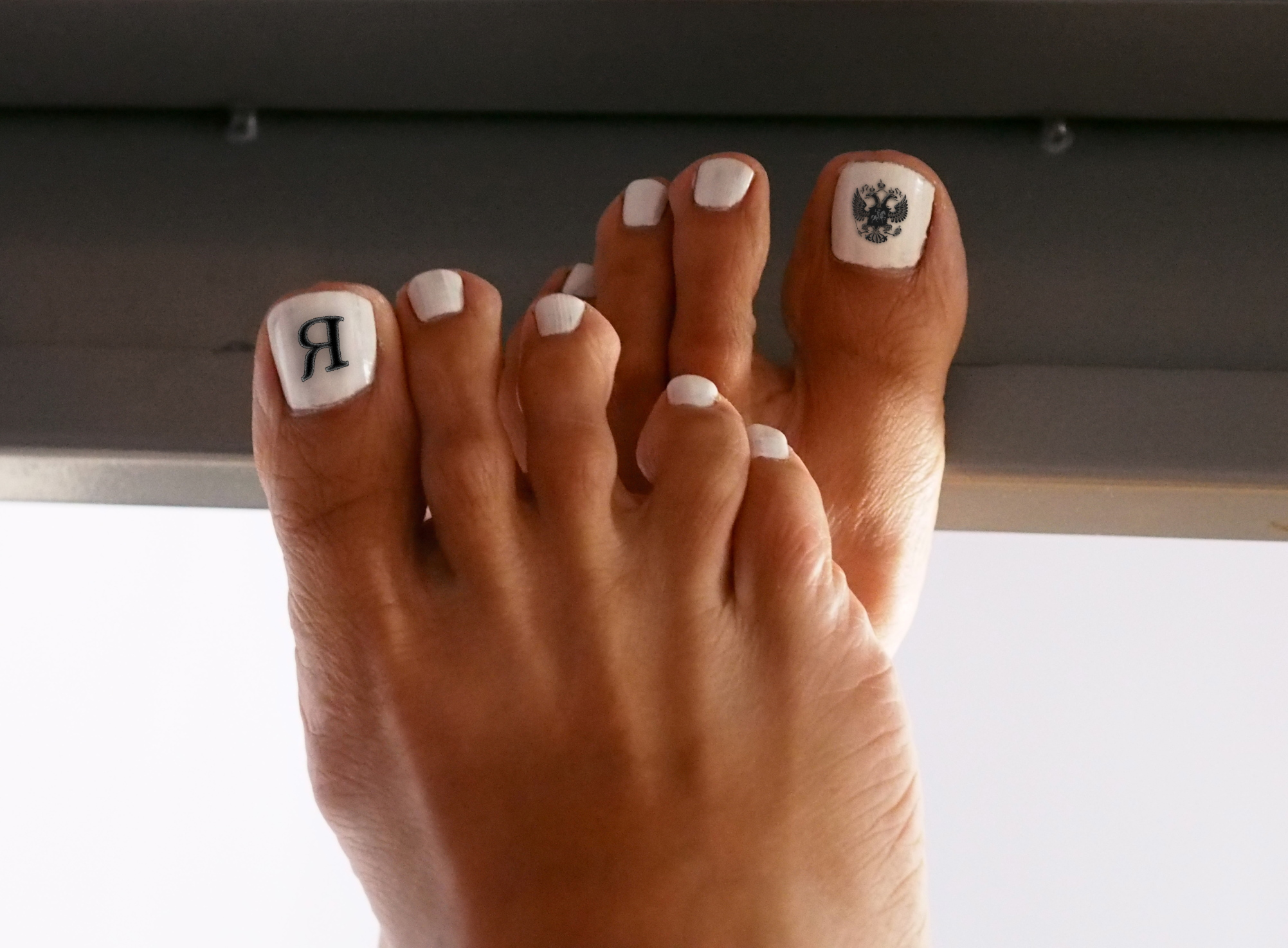
Нейл-арт на ногтях ног

Его можно рассматривать как жанр декоративно-прикладного искусства, который применяется на ногтях рук и ног, обычно после маникюра и педикюра. Маникюр и педикюр — это процедуры по стрижке ногтей, приданию им формы и их полировке. Часто в ходе этих процедур удаляется кутикула, а кожа вокруг ногтей смягчается. 

## История
Раскраска ногтей известна с древних времён. Точное происхождение процедур ухода за ногтями не известно, они появились повсеместно в разных частях мира в одно и то же время. В Древнем Египте в 5—3 тысячелетии до н. э. женщины окрашивали свои ногти хной для обозначения социального статуса и собственной соблазнительности. Царица Нефертити использовала красный цвет, чтобы украсить свои ногти на руках и ногах. По сравнению с Нефертити, царица Клеопатра использовала глубокие ржавые цвета с оттенком золота.
В Древнем Вавилоне свои ногти разукрашивали представители мужского пола. Вавилонские воины перед походом тратили часы для ухода за своими ногтями, для завивки волос и других подобных процедур. Так же, как и в Древнем Египте, цвет ногтей служил индикатором социального статуса. Мужчины высшего сословия использовали чёрный цвет на ногтях, низшего — зелёный.
Примерно в то же время, то есть около 3000 г. до н. э. в Древнем Китае впервые появился первый лак для ногтей. Он приготовлялся из пчелиного воска, желатина, красителей растительного происхождения и гуммиарабика, твёрдой прозрачной смолы из застывшего (высохшего) сока акации. Китайцы смачивали ногти этой смесью на несколько часов и оставляли высыхать. Цвета варьировались от розового до красного, в зависимости от состава ингредиентов. В период эпохи Чжоу (600 лет до н. э.) окружение императора использовало этот примитивный лак для ногтей с добавлением в него золотого или серебряного порошка для того, чтобы подчеркнуть свой высокий социальный статус. 
Династия Мин (1368—1644) была известна чрезвычайно длинными ногтями. Иногда ногти были защищены накладками из золота, инкрустированными жемчугом. Специально приставленная прислуга следила за тем, чтобы члены императорской семьи случайно не сломали или не повредили свои ногти. Императрица Цыси, правившая в Китае в 1835—1906 гг., была известна своими вызывающими ногтями. Сохранилось много фотографий Цыси, где она восседает на троне с накладками длиной 15 см, которые защищали её длинные ногти.
Во всех вышеупомянутых случаях нейл-арт не применялся в том виде, в каком он широко известен в наше время. Наиболее ранние сведения о применении нейл-арта относятся к империи инков, которая хотя и просуществовала недолго (1438—1533 гг.), но все же была одним из крупнейших государств Южной Америки. Инки украшали свои ногти изображениями орла.
Первые наборы для маникюра появились во Франции около 1770 года. Они изготавливались из золота и серебра. Французский король Людовик XVI, правивший с 1774 года до своего свержения в 1792 году и впоследствии казнённый, постоянно ухаживал за своими ногтями, используя эти маникюрные наборы.
В древние времена нейл-арт являлся выражением сословных привилегий высших классов, а с XIX века был разрешён для всех и стал рассматриваться как часть моды. Начало XIX столетия отмечено появлением тонких деревянных палочек, заострённых с одного края, изготовлявшихся, как правило, из апельсинового дерева. Впервые они появились в Европе. Доктор Ситтс, ортопед по специальности, решил приспособить для маникюра обычные зубочистки. До этого для ухода за ногтями, для стрижки и придания им формы, наряду с ножницами использовался металлический стержень. Распространение апельсиновых палочек связано с племянницей Ситтса, которая, начиная с 1892 года выпускала собственную линию по уходу за ногтями, рассчитанную на женщин разного социального статуса. Наконец, эта продукция из Европы попала и в американские салоны красоты.
На рубеже XIX—ХХ столетий женщины носили короткие ногти миндалевидной формы и для придания им блеска или оттенка часто использовали масла. А в 1907 году появился первый жидкий лак для ногтей, вначале он был прозрачным. Однако массово лаки вышли на рынок в 1920-е годы. Использование цветных пигментов производители лаков заимствовали в автомобильной индустрии. Вскоре после этого стал выпускаться лак различной цветовой гаммы. Речь уже не шла о том, чтобы подчеркнуть чей-то социальный статус, а о том, чтобы поставить на первый план аспекты моды.
В 1925 году в моду вошёл лунный маникюр, который можно было увидеть повсюду. Оттенки красного и розового наносились на ногтевую пластину в форме полукруга, избегая попадания лака на область возле кутикулы.
В 1932 братья Чарльз и Джозеф Ревсон, и Чальз Лахман основали фирму «Revlon» и успешно продавали произведённый лак для ногтей в соответствии с их маркетинговой стратегией. Позже Revlon производил губную помаду, чья цветовая гамма была согласована с производимыми лаками для ногтей и привела к буму в индустрии губной помады.
Затем в 1970-е годы натуральные ногти снова вошли в моду у женщин, но ненадолго. В 1976 году Джефф Пинк создал френч-маникюр. Он был основателем ORLY, компании по производству косметики в Лос-Анджелесе. В 1980-е годы окрашивание ногтей снова вошло в моду и стало чрезвычайно популярным. Дж. Пинк целенаправленно развивал стиль французского маникюра, так как он стремился создать такой стиль, который одновременно был бы и практичным, и универсальным.
Когда Ума Турман снялась в «Криминальном чтиве» с лаком Rouge Noir от Chanel на ногтях, он стал цветом 1994 года и первым лаком для ногтей, распроданным во всем мире. С того самого момента определённые цветовые тона снова и снова оказывались в тенденции настолько, что затем продавались с интернет-аукционов за сотни евро.

## Поп-культура
Индустрия средств по уходу за ногтями растёт как никогда ранее со времени изобретения современного лака. В 2012 году в США наблюдался резкий рост интереса к нейл-арту. Проведённое тогда исследование установило, что известность нейл-арт, как формы моды в мире значительно возросла. В том же году вышел короткий документальный фильм «НЕЙЛгазм». Его создатели исследовали нарастающую тенденцию нейл-арта, который вышел из субкультуры обычных женщин и достиг подиумов высокой моды. В январе 2014 года для мастеров и любителей нейл-арта был основан онлайн-музей нейл-арта на сайте Nailpolis.com, специальная платформа, где они размещают фото своих работ и обмениваются идеями. Доступ к материалам сайта свободен, но размещать их могут лишь зарегистрированные пользователи. Для того, чтобы узнать, как сделать новейший и интересный дизайн в домашних условиях, женщины гораздо чаще используют YouTube и Pinterest.

## Социальная релевантность
В некоторых субкультурах нейл-арт может быть связан с концептом женственности и принадлежности к определённой женской группе.
Также нейл-арт является способом создания собственной идентичности по моде, разрывом с детством и вступлением в подростковый/совершеннолетний возраст, выходом из-под родительского влияния к формированию своего «я». Так что ноготь представляет собой пазл для монтажа гендерной идентичности, ногти для тинэйджеров и молодых женщин представляют собой составную часть символа, что такое женщина и как женщина может себя презентовать. Даже когда женщина использует нейл-арт для выражения своей женственности, различные типы маникюра характеризуют её как конкретную личность — френч маникюр («деликатная») или чёрные ногти («агрессивная»).
Тенденция метросексуальных (понятие впервые появилось в 1994 году, но вошло в тенденцию десятилетие спустя) мужчин в 2000-е придала мужскому началу чувственность, благодаря заботе об их руках и ногтях. На примере Дэвида Бэкхема, позиционируемого как футбольный игрок, муж и отец, заботящийся о себе, были показаны мужчины, которые вкладывают время и деньги во внешность и, в то же время, сохраняют свою мужественность.
Но прежде, чем появился метросексуализм, субкультура панков уже использовала чёрный лак для ногтей «грязным» образом, для выражения презрения к каким бы то ни было правилам, и чтобы тем самым шокировать общество и продемонстрировать свой протест против социальных правил.

## Медиа
Популярность нейл-арта в медиа совпала с появлением журналов для женщин, что сыграло важную роль, но ещё не сделало его главной модной тенденцией до 2000-х годов. С наступлением эры интернета и распространением социальных сетей, тенденция нейл-арта стала главной субкультурой в женской среде. Социальные сети упростили связь с массовой аудиторией и, пользуясь этим, люди стали выкладывать свои варианты дизайна для демонстрации собственной креативности и использовали ногти, подобно тому, как художники используют чистые холсты. YouTube, Pinterest, Instagram, Tumblr и Twitter стали главными платформами, которые продвигают миллионы новых идей и дизайнов для субкультуры. Сверх того, Pinterest — это наиболее важная платформа для новых тенденций красоты. Согласно исследованию «Влияние индустрии красоты на женщину в обществе» Анн Мэри Бриттон (2012, Университет Нью-Гемпшира, США), YouTube со своими видео уроками ногтевого дизайна занял важное место в этой субкультуре.

## Методы
Роспись: на подготовленный ноготь наносится рисунок при помощи инструментов: кисть для дизайна ногтей, доттер («дотс»). Используются как лаки для ногтей, так и специальные краски для нейл-арта; в любительском маникюре используются также акриловые краски.
Стемпинг (stamping): для создания дизайна ногтя используется металлическая пластина с выгравированным рисунком и силиконовый штамп для переноса рисунка на ноготь. Техника отличается быстротой и лёгкостью выполнения при хорошем воспроизводимом результате.
Также к методам дизайна ногтей можно отнести следующие техники:
- 3D моделирование ногтей.
- Фотодизайн (маникюр с наклейками)
- Комбинированный
- Аквариумный дизайн
- Oil-маникюр
- дизайн ногтей с аксессуарами

## Инновации

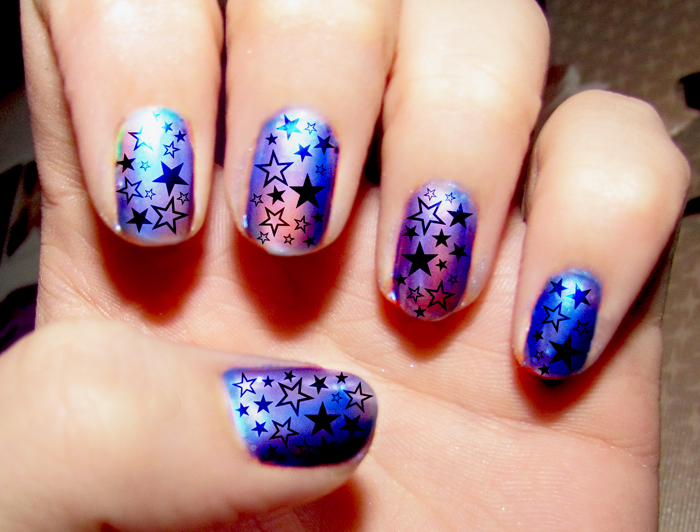
Голографический эффект